# Babur
Babur, fullständigt namn Zahir-ud-din Muhammed Babur, född 14 februari 1483 i Andizjan i nuvarande Uzbekistan, död 26 december 1530 i Agra, var mogulrikets grundare. Han var en centralasiatisk furste som härstammade från både Djingis Khan och Timur Lenk. Babur var muslim och hans modersmål var turkspråket tjagataiska.  
Babur var ursprungligen herre över ett rike i Fergana, men drevs bort av uzbekiska krigsherrar. 1504 erövrade han delar av nuvarande Afghanistan och med Kabul som huvudstad genomförde han ett flertal fälttåg mot Indien. Tack vare överlägset kavalleri och artilleri lyckas Babur besegra numerärt överlägset motstånd lett av sultanen Ibrahim Lodhi och först erövra Punjab och sedan efter första slaget vid Panipat ansenliga delar av Nordindien. Han utropade sig till stormogul 27 april 1526 efter att ha erövrat Delhi, som därefter blev mogulrikets huvudstad.   
Hans grav finns i parken Bagh-e-Babur i Kabul.